# Auckland War Memorial Museum
Az Auckland War Memorial Museum (magyarul Aucklandi Háborús Emlékmúzeum) nevétől eltérően Új-Zéland legnagyobb városának általános jellegű történelmi, kulturális, hadtörténeti, természettudományos múzeuma, az ország legfontosabb múzeumainak egyike.
Az 1929-ben, neoklasszikus stílusban, az Auckland Domain nevű városi park egyik vulkáni eredetű dombjára emelt hatalmas épület Auckland jelképei közé tartozik.

## Története
Az aucklandi múzeum eredete 1852-re nyúlik vissza, amikor a jelenlegi University of Auckland helyén, egy mezőgazdasági munkások szállása céljára épült faházban kiállítást rendeztek az ország egyik legfőbb terméke, a birkagyapjú különböző fajtáiból gyűjtött mintákból. A kiállítás az első évében 708 látogatót vonzott. 1869-ben az addigra kissé elhanyagolt, bár folyamatosan gyarapodó kollekciót átadták a két évvel korábban alakult Auckland Institute nevű tudományos társaság gondozásába, amely új épületet is emelt a gyűjtemény elhelyezésére. Az üveggel fedett átrium azonban nem bizonyult jó megoldásnak, mert télen fűthetetlen, nyáron pedig túl meleg volt. A múzeumot az 1890-es években felkereste Paul Gauguin is és vázlatot készített néhány maori tárgyról, amik aztán bekerültek a művész tahiti korszakában készült festményei közé.
A 20. század első éveiben a múzeum vezetője Thomas Cheeseman volt, aki nagy munkát végzett az addig meglehetősen vegyes anyag rendszerezéséért. Az első világháború után, 1918-ban született döntés arra, hogy az ország óriási háborús veszteségei (különösen Gallipolinál) emlékére és a múzeum céljaira új épületet kellene emelni, mégpedig a Auckland Domain nevű köztulajdonban lévő terület vulkáni dombján, kilátással a város egyik fő kikötőjére, a Waitemata Harbourra. Az Auckland City Council 10 000 fontot adományozott a célra, éves támogatást is megszavazott a fenntartására, valamint rávett egy sor más szervezetet, hogy hasonlóképpen járuljon hozzá a múzeum fenntartásához.
Az Institute of British Architects világméretű pályázatot írt ki az épület megtervezésére 1000 fontos díjjal, ami aztán több mint 70 pályázatot vonzott. A nyertes az aucklandi Grierson, Aimer and Draffin cég lett neoklasszikus stílusú tervével. Az építkezés 1920-ban kezdődött és az új múzeumi épület 1929-ben nyílt meg.
1950-ben a második világháború hősi halottaira emlékezve az épületet déli végén kibővítették egy félkör alakú udvarral, valamint egy adminisztratív szárnnyal. Az 1990-es években a múzeum nagyszabású újjáépítésen esett át, egyúttal a gyűjteményeket és a bemutatási koncepciót is átalakították. A következő lépésben, 2007-re a belső udvart fedett átriummá alakították, jelentősen, 60%-kal megnövelve a kiállítóteret, és létrehozva egy új rendezvényi központot valamint éttermet is.

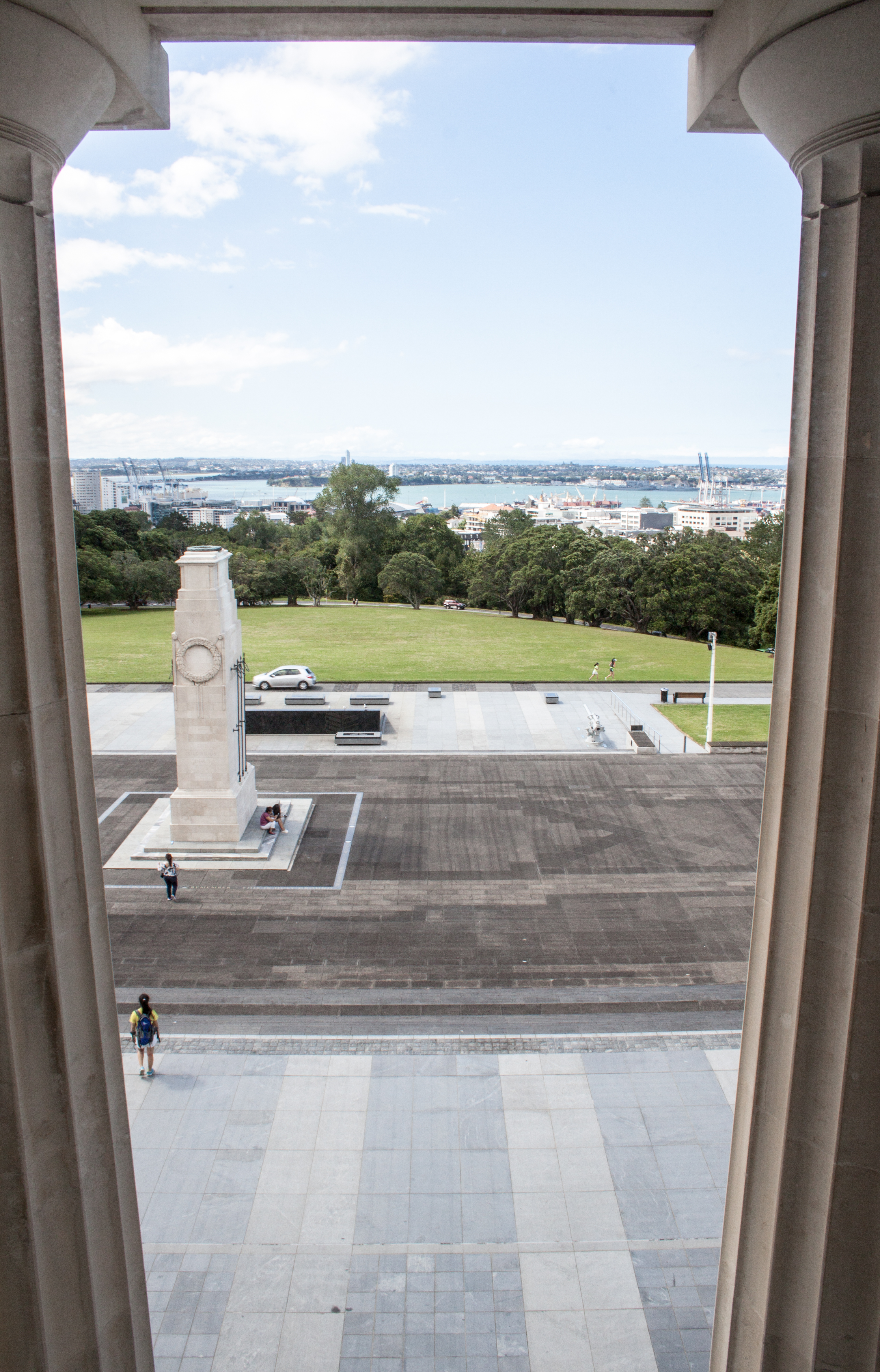
Kilátás a kikötőre és a városra
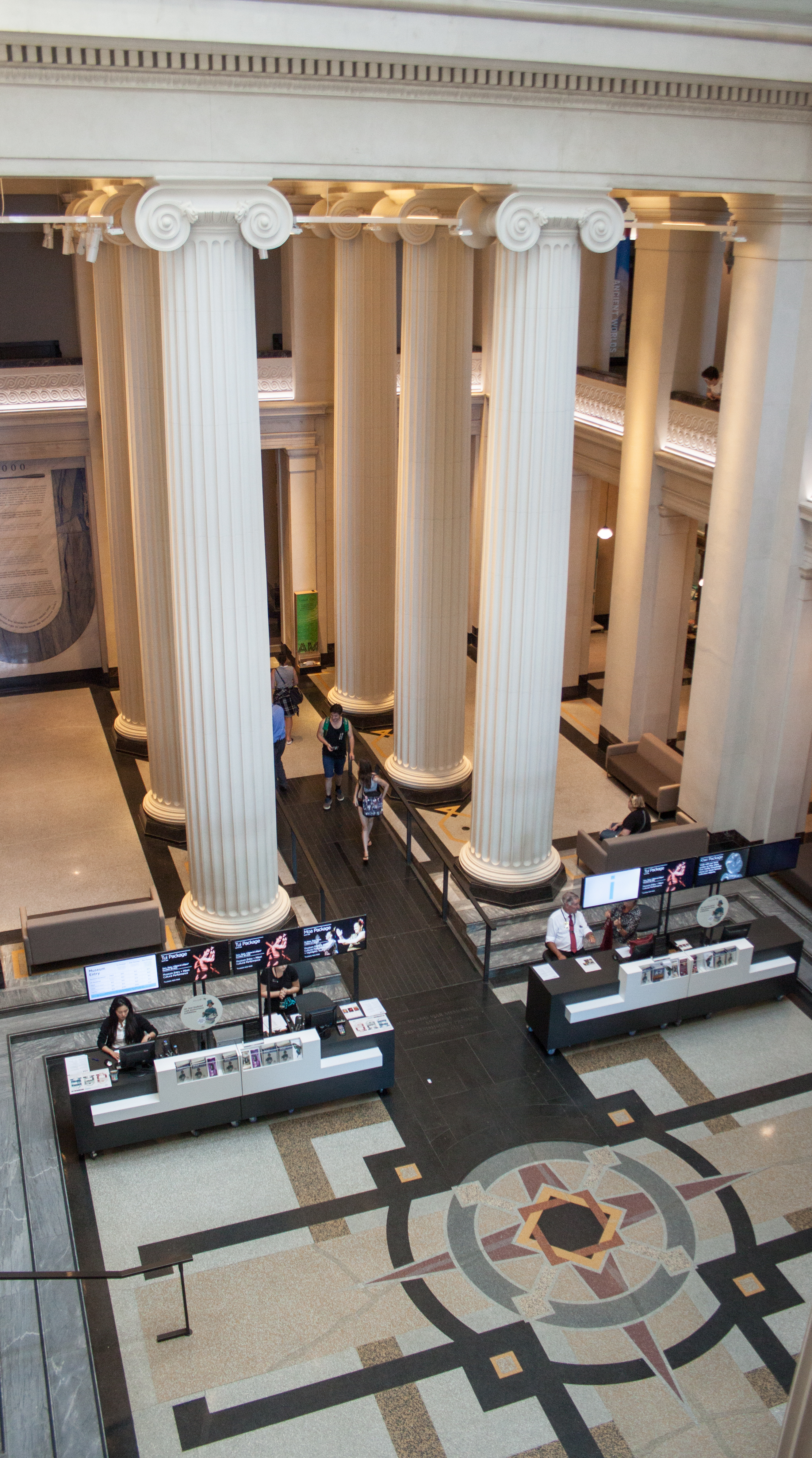
A látogatókat fogadó tér felülről
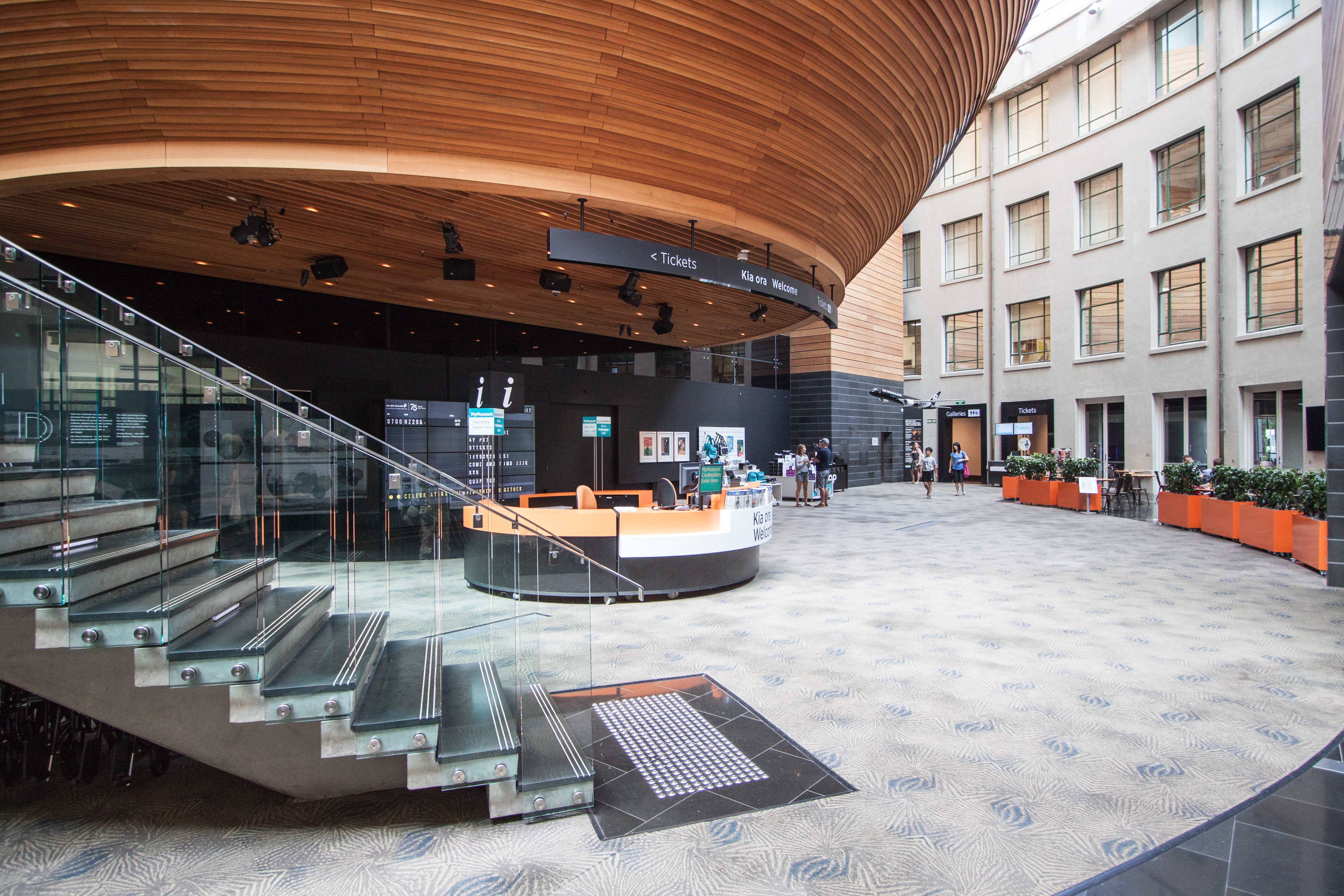
Az átrium, a gömb alakú előadótérrel
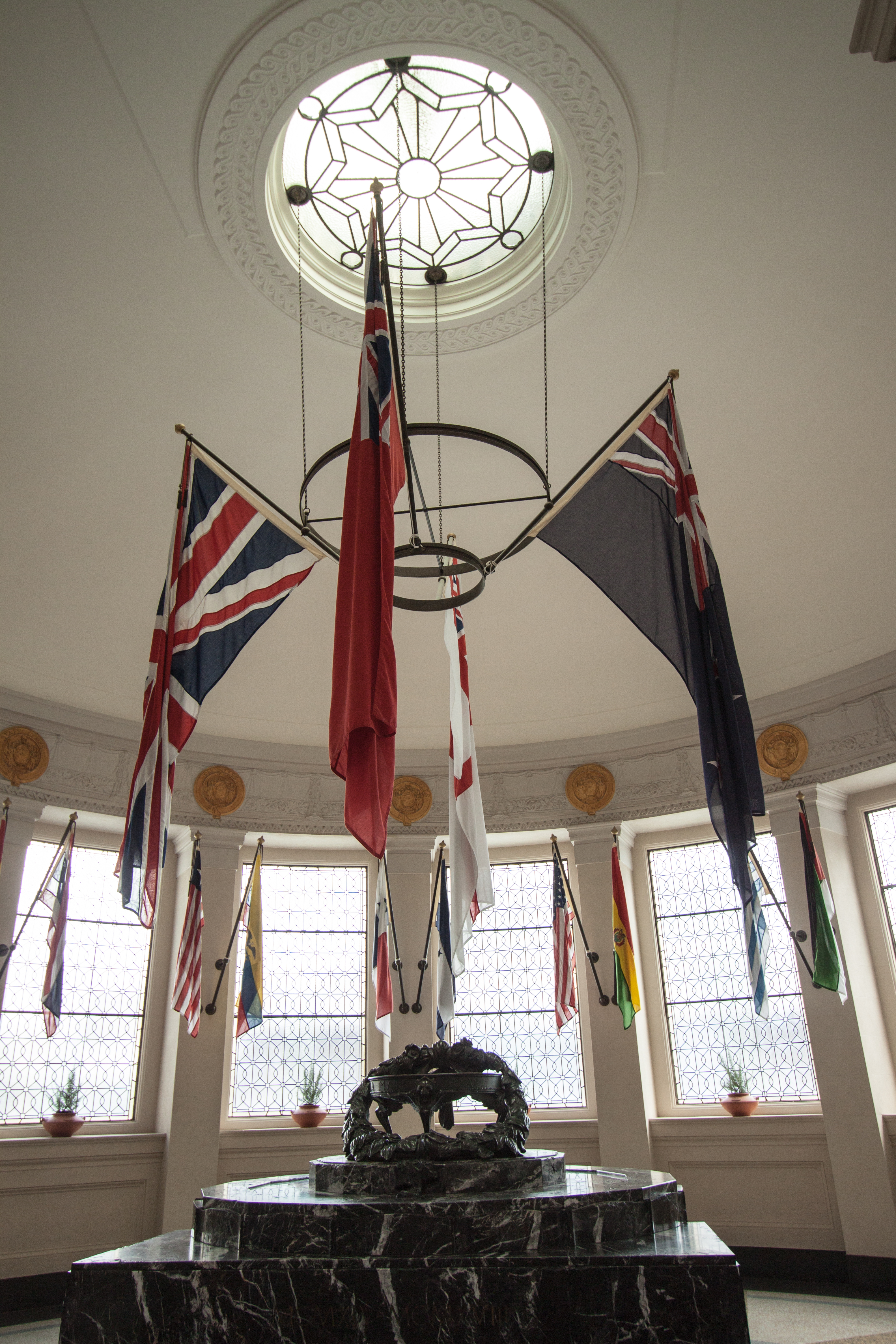
Hősök emlékcsarnoka

## Gyűjtemények és kiállítások
A múzeum nagy gyűjteményt őriz és mutat be az őslakos maorik kultúrájából, valamint a rokon csendes-óceáni kultúrák anyagából. Több teljes maori faépületet is kiállítottak, köztük a Hotunui nevű, 1878-ban épült nagy maori gyűlésházat. Látható itt az 1830-ban Te Waaka Perohuka, neves maori fafaragó által készített maori harci kenu is.
A múzeum fényképgyűjteménye 1,2 millió képet foglal magába. A természettudományos gyűjtemény 1,5 millió darabot számlál. Fontos célja az intézménynek, hogy idővel az összes ismert új-zélandi növény- és állatfajt bemutassa.
A hadtörténeti részleg állandó kiállításai bemutatják mind az Új-Zélandon belül vívott háborúkat, mind pedig az ország hadseregének részvételét a külföldi konfliktusokban. Láthatók itt emlékek a maori erődített falvak (pa) modelljeitől kezdve egészen eredeti Spitfire és Mitsubishi Zero repülőgépekig.
A múzeum modern művészeti részlege az ország legnagyobb iparművészeti gyűjteményét mutatja be a látogatóknak.
Az állandó kiállítások mellett rendszeresen szerveznek időszaki kiállításokat is, kulturális és természettudományos, külföldi és hazai témakörökben egyaránt.

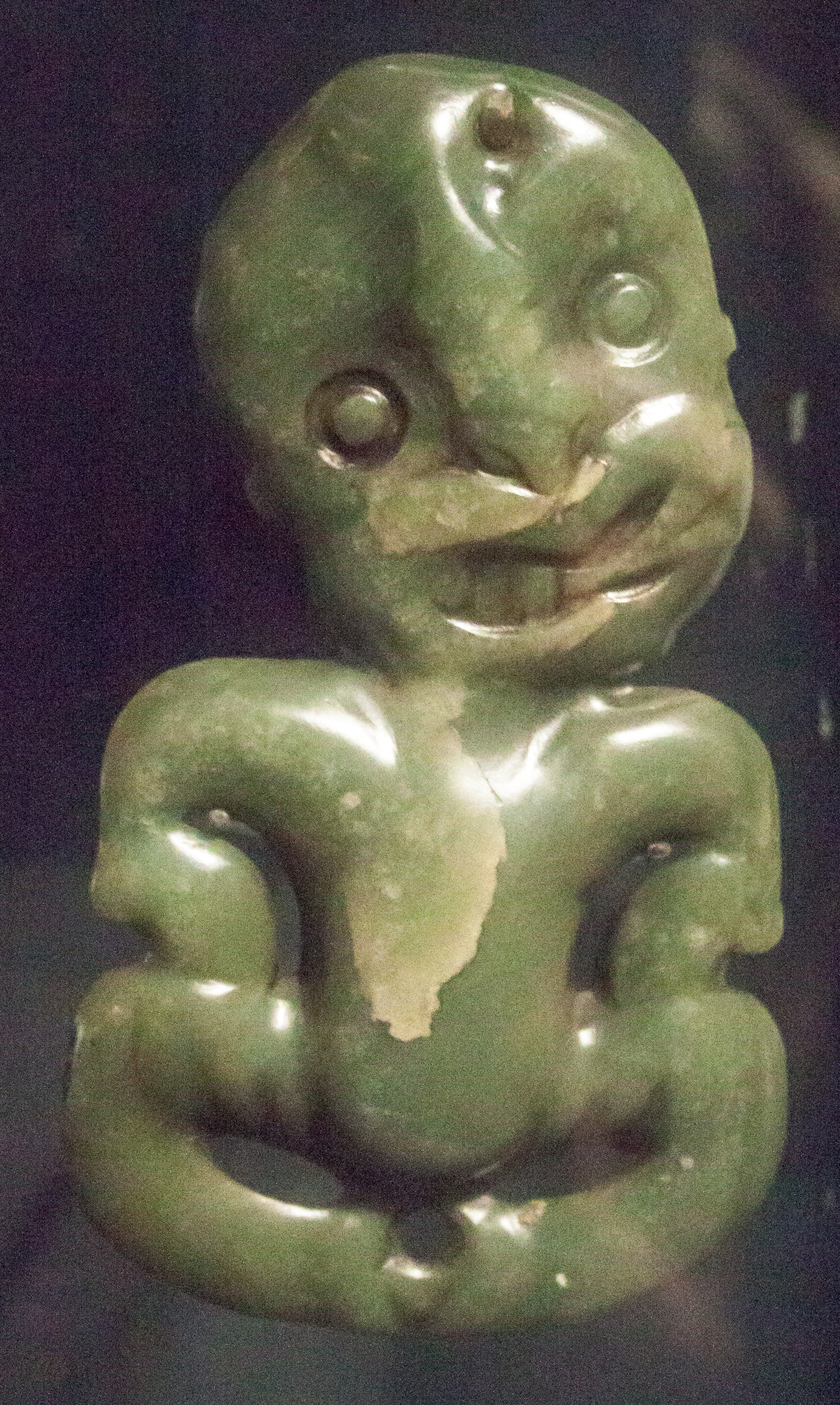
Új-zélandi pounamu kőből készült maori faragvány
Maori faszobor
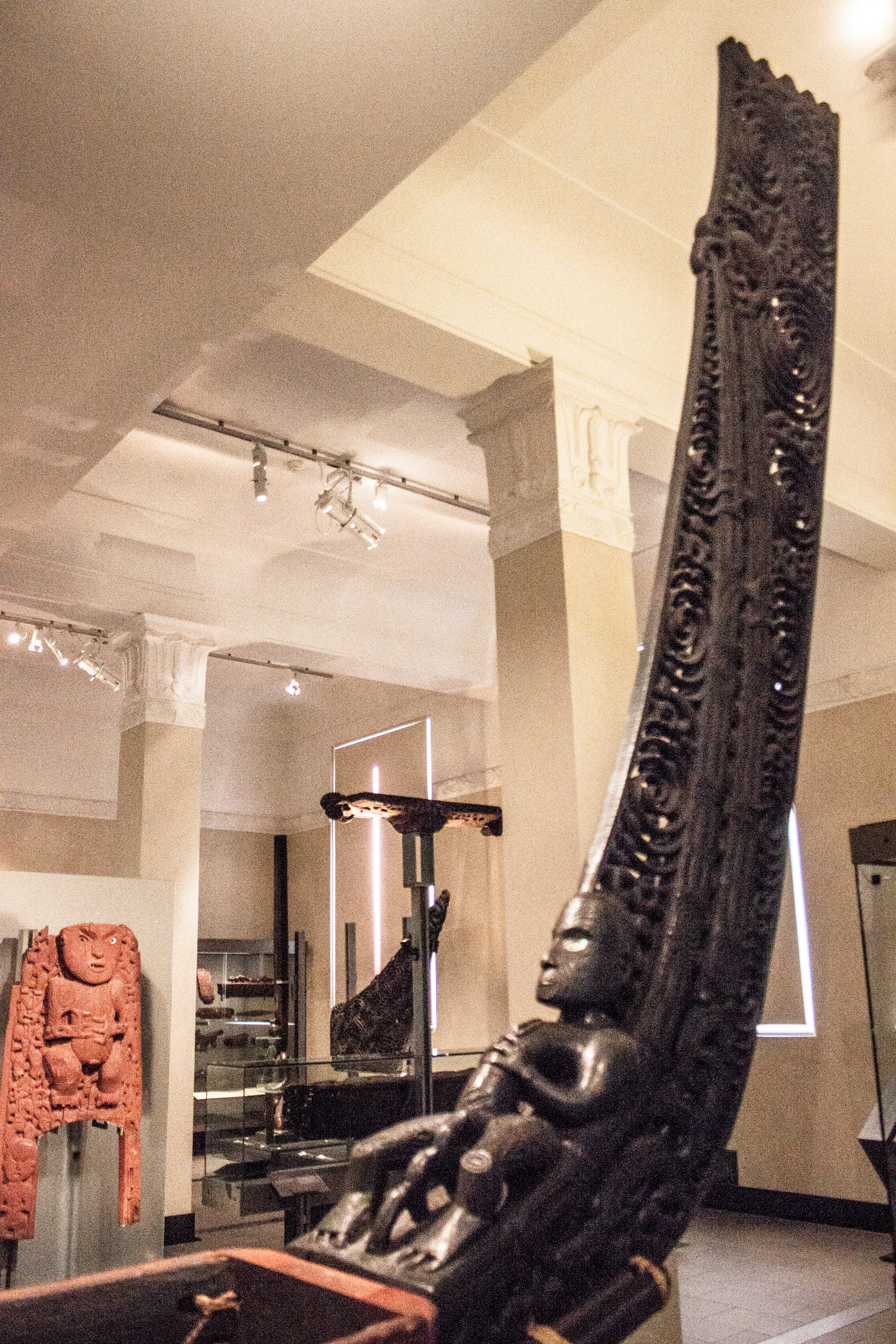
Maori kenu tatja
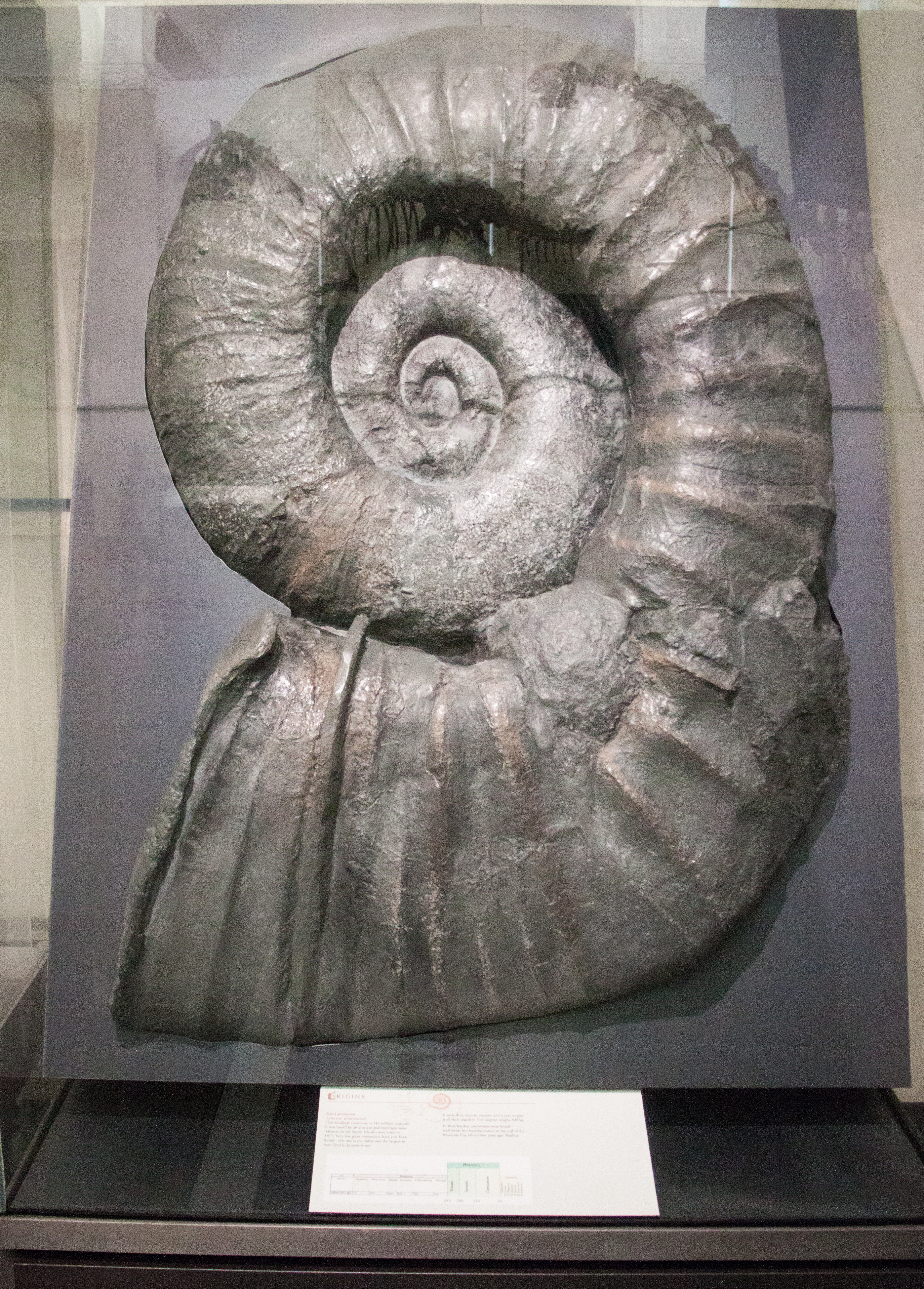
Óriás ammonita fosszíliája

## Hősi emlékmű
A múzeum fő homlokzata előtt álló kenotáfium, az azt körülvevő dísztér (Court of Honour) és a múzeum egyes részei egyben nemzeti hősi emlékműként (War Memorial) is szolgálnak a háborúkban elesett új-zélandi katonák tiszteletére. A múzeum két termének (Halls of Memory) falaira, valamint további márványtömbökre vésték Auckland régió minden ismert, a világháborúkban, illetve a 20. század más konfliktusaiban elesett hősének nevét.

## Fordítás
Ez a szócikk részben vagy egészben a Auckland War Memorial Museum című angol Wikipédia-szócikk ezen változatának fordításán alapul.  Az eredeti cikk szerkesztőit annak laptörténete sorolja fel. Ez a jelzés csupán a megfogalmazás eredetét és a szerzői jogokat jelzi, nem szolgál a cikkben szereplő információk forrásmegjelöléseként.